# ۳۰۵ (میلادی)
۳۰۵ (میلادی) سیصد  و پنجمین سال تقویم میلادی است.

## رویدادها
- ۱ مه - دیوکلتیان و ماکسیمیان از مقام امپراتوری روم کناره‌گیری می‌کنند.
- گالریوس و کنستانتیوس کلوروس با عنوان آگوستوس به امپراتوری روم می‌رسند و فلاویوس والریوس سوروس و ماکسیمینوس دایا به‌عنوان سزارهای آنها انتخاب می‌شوند.

## درگذشتگان
‎